# John Harry Dunning
John Harry Dunning, född  27 juni 1927 i Sandy, Bedfordshire, England, död 29 januari 2009, var en brittisk nationalekonom. Han undersökte bland annat investeringsmönstren i den multinationella företagsamheten från 1950-talet fram till sin död och publicerade, under 1980-talet sin teori om det eklektiska paradigmet eller OLI-model/framework som vidareutveckling av internaliseringsteorin. OLI är fortfarande (2022) det dominerande teoretiska perspektivet för att studera internationell affärsverksamhet, särskilt utländska direktinvesteringar och multinationella företag. Hans första bok, American Investment in British Manufacturing Industry (1958), är det första banbrytande arbetet inom det internationella affärsområdet.

## Biografi
Vid 15 års ålder tog Dunning ett kontorsarbete hos S.E. Higgins &Co., en försäkringsmäklare i London. Kort därefter flyttade han till ett arbete i London vid Banco de Bilbao och började ta lektioner i engelska, Elements of Banking and Accounting och Foreign Exchange.
När andra världskriget gick mot sitt slut gick Dunning med i Royal Navy och skickades till Sri Lanka (då kallad Ceylon) 1945. Efter att ha avslutat sitt uppdrag inom marinen tog han sin kandidatexamen i ekonomi vid University College London. Han började därefter arbeta som biträdande lektor på institutionen för ekonomi vid University of Southampton 1952 och fick tjänsten som universitetslektor 1962.
Dunning dog i januari 2009, ett år efter att ha diagnostiserats med cancer. Samma år kommenterade Journal of International Business Studies, den mest prestigefyllda akademiska tidskriften i internationell affärsverksamhet, "John Dunning är allmänt erkänd som fadern till området för internationell verksamhet" och "Idag demonstreras Johns inflytande av ett citatantal på Google Scholar på över 30 000, många gånger mera än för någon annan forskare inom internationell verksamhet."

## Karriär och vetenskapligt arbete
År 1953 började Dunning undersöka amerikanska företags utländska direktinvesteringar i Storbritannien och dess effekt på Storbritanniens ekonomiska resultat, vilket resulterade i den banbrytande boken från 1958, American Investment in British Manufacturing Industry.
År 1964 utsågs Dunning till ordförande för stiftelsen för ekonomi vid University of Reading. Under sin tid som chef för ekonomiavdelningen i Reading publicerade han mycket av sitt inflytelserika arbete om det eklektiska paradigmet. Han och andra Readingkollegor publicerade arbete om teorin om det multinationella företaget som påverkade det akademiska området för internationell verksamhet i sådan omfattning, att ledande för MNE-forskning baserad på det eklektiska paradigmet anses vara Reading School of International Business. 
Två institutioner, som är starkt influerade av Dunning, varav en skapad av honom själv, och en som han presiderade över och tog till nya höjder. Den första av dessa är University of Reading, där han skapade en rik intellektuell miljö i början av 1970-talet, där djup teoretisk analys och rikt empiriskt arbete främjades för att förklara verksamheten i multinationella företag. Han rekryterade forskare till universitetet såsom Mark Casson, Peter Buckley, John Cantwell, Bob Pierce, Rajneesh Narula, Klaus Meyer, Sarianna Lundan och många andra som har lämnat betydande vetenskapliga bidrag. Dunning handledde flera dussin doktorander vid Reading som professor James H Landi, framträdande bland dem var Jeremy Clegg. Dunning startade senare ett doktorandprogram i internationell affärsverksamhet vid Rutgers University i New Jersey, USA.
Den andra institutionen som främjats av Dunning är Academy of International Business, där han fungerade som president och även som dekanus för AIB:s stipendiater. Han presenterade regelbundet nya artiklar och inspirerade nya forskningsområden, till exempel hans senaste arbete om bolagsstyrning och multinationella företags etik. Dunning var också en av grundarna av European International Business Academy.
Sedan augusti 2008 har den trippelackrediterade Henley Business School vid University of Reading varit hemvist för John H. Dunning Centre for International Business, tidigare Centre for International Business and Strategy (CIBS). Centret döptes om 2008, för att hedra den avlidne professor Dunning, och står som ett av världens främsta forskningscentra inom området. Bland internationellt kända medlemmar vid centret finns professorerna Alan Rugman, Mark Casson och Rajneesh Narula (en av Dunnings framgångsrika doktorander och grundare av Dunning Centre).

## Utmärkelser och hedersbetygelser
- Hedersdoktor vid Lunds universitet
- Officer av Brittiska imperieorden

[Redigera Wikidata]
Dunning promoverades till hedersdoktorat vid
- Uppsala Universitet (Sverige, 1975)
- Autonomous University of Madrid (Spanien, 1990)
- University of Antwerp (Belgien, 1997)
- Chinese Culture University (Taiwan, 2007)
- Lunds Universitet (Sverige, 2007)
- University of Reading (UK, 2008)